# Wyspy Świętego Tomasza i Książęca na Mistrzostwach Świata w Lekkoatletyce 2011
Wyspy Świętego Tomasza i Książęca na Mistrzostwach Świata w Lekkoatletyce 2011 reprezentowane były przez dwoje zawodników.

## Występy reprezentantów Wysp Świętego Tomasza i Książęcej

### Mężczyźni

#### Konkurencje biegowe
| Konkurencja   | Zawodnik                  | Runda 1  | Runda 1 | Runda 2  | Runda 2 | Półfinał | Półfinał | Finał    | Finał   |
| Konkurencja   | Zawodnik                  | Rezultat | Pozycja | Rezultat | Pozycja | Rezultat | Pozycja  | Rezultat | Pozycja |
| ------------- | ------------------------- | -------- | ------- | -------- | ------- | -------- | -------- | -------- | ------- |
| Bieg na 100 m | Christopher Lima da Costa | 11.61 PB | 25      |          |         |          |          |          |         |

### Kobiety

#### Konkurencje biegowe
| Konkurencja   | Zawodniczka  | Runda 1  | Runda 1 | Runda 2  | Runda 2 | Półfinał | Półfinał | Finał    | Finał   |
| Konkurencja   | Zawodniczka  | Rezultat | Pozycja | Rezultat | Pozycja | Rezultat | Pozycja  | Rezultat | Pozycja |
| ------------- | ------------ | -------- | ------- | -------- | ------- | -------- | -------- | -------- | ------- |
| Bieg na 100 m | Gloria Diogo | 12.52 SB | 15 q    | 12.45    | 51      |          |          |          |         |